# Johnson Righeira
Johnson Righeira, pseudonimo di Stefano Righi (Torino, 9 settembre 1960), è un cantautore, musicista, produttore discografico e attore italiano.

## Biografia

### Musica
La carriera musicale di Stefano Righi prende il via nel 1980 con il singolo Bianca surf, pubblicato come cantante solista, già con lo pseudonimo di Johnson Righeira. Nel 1983 con Michael Righeira (Stefano Rota) fonda i Righeira, che lo stesso anno pubblicano il loro primo album prodotto dai La Bionda Righeira, da cui viene estratto il singolo Vamos a la playa, che diviene il tormentone dell'estate di quell'anno. Dopo la pubblicazione del singolo, Michael Righeira viene chiamato a prestare il servizio militare di leva. In seguito viene pubblicato il singolo No Tengo Dinero.
Nel 1985, esce l'album Bambini Forever. L'anno successivo i Righeira partecipano al Festival di Sanremo con la canzone Innamoratissimo. Nel 1987 il duo prende parte allo Zecchino d'Oro con il brano Annibale e nel 1988 pubblicano il loro ultimo singolo Compañero. Inosservato, nel 1992 esce l'album Uno, Zero, Centomila. Nel 1998 il duo si riunisce e nel 2001 pubblica una nuova versione di Vamos a la playa.
Nel 2007 esce l'ultimo album del duo Mondovisione, anticipato dal singolo La musica electronica, che ottiene un discreto successo. Nell'agosto 2008 su R101 Johnson Righeira è impegnato nel programma radiofonico L'estate sta finendo, che riprende il titolo dall'omonima canzone del 1985. Nel 2012 e 2013 collabora dal vivo con il cantante Riz Samaritano. Nel 2014 partecipa come attore al film Sexy shop di Maria Erica Pacileo e Fernando Maraghini. Nella primavera 2019 Johnson annuncia una nuova collaborazione con il duo La Bionda.
Nel 2016 pubblica Sembra impossibile con Nevruz.
Nel 2018 Johnson Righeira partecipa all'album Powerillusi & Friends dei Powerillusi; nel disco interpreta il brano Che bello sto male.
Nell'estate 2019 viene pubblicato il singolo Formentera, realizzato assieme ai La Bionda, duo musicale formato dai fratelli Carmelo e Michelangelo La Bionda.
Nel 2021 pubblica una nuova versione di L'estate sta finendo insieme a Manfredi Simonetti.
Nel 2024 è autore del brano L'estate sta iniziando allo Zecchino d'oro. A novembre dello stesso anno esce l’album Libidal di Davide Matrisciano in cui duetta nel brano 29 luglio, oltre a comparire nel relativo videoclip diretto dal regista Alfonso Alfieri.
Elettrizzante l'apparizione al Festival di Sanremo 2025, in coppia con il duo Coma_Cose, con l'ingresso spettacolare alla seconda strofa di "L'estate sta finendo", nella sezione "Cover" della penultima serata.

### Politica
Politicamente Righi è schierato all'estrema sinistra: con il Partito Comunista di Marco Rizzo, cui ha fatto da testimonial in occasione delle elezioni comunali di Torino nel 2016.
Nel 2021 il semplice sostegno al PC si trasforma in impegno diretto, accettando di candidarsi al consiglio comunale in appoggio della candidata sindaco del partito, ottenendo 8 voti di preferenza senza essere eletto.

### Processo e assoluzione
Il 19 novembre 1993, Johnson venne arrestato, assieme ad altre trentasette persone, per spaccio di stupefacenti. Rimase in carcere per cinque mesi, salvo poi essere prosciolto dalle accuse.

### Vita privata
Il musicista è celibe e ha una sorella minore di nome Laura, che è attrice e doppiatrice.

## Discografia

### Discografia solista

#### Album in studio
- 2013 – Italiani (con Gianluigi Carlone e Giorgio Li Calzi)

#### Raccolte
- 2006 – Ex punk, ora venduto

#### Singoli
- 1980 – Bianca Surf/Photoni
- 1987 – Yes I Know My Way
- 1991 – Carbonized (You Gotta Put Me On) (come Aspro Marinetti)
- 1997 – Ripigliati! (con Lisa Kant)
- 2016 – Vamos a la playa (con i Pornosurf)
- 2016 – Sembra impossibile (con Nevruz)
- 2019 – Venezia è una città bellissima (ma non ci vivrei mai) (con Auroro Borealo)
- 2019 – Mi piaccion le sbarbine (con iPesci)
- 2019 – Formentera (con i La Bionda)
- 2024 – Ho sempre odiato gli anni 80 (con Gionathan)

#### Collaborazioni
- 1999 – Skiantos Doppia dose
- 2011 – Subsonica La funzione
- 2018 – iPesci Calippo
- 2018 – Powerillusi Powerillusi & Friends con il brano Che bello, sto male[11]
- 2019 – Auroro Borealo Adoro Borealo
- 2024 – Davide Matrisciano Libidal

### Discografia con i Righeira

#### Album in studio
- 1983 – Righeira
- 1986 – Bambini Forever
- 1992 – Uno, Zero, Centomila
- 2007 – Mondovisione

#### Raccolte
- 1985 – Righeira '83-'85
- 1988 – L'estate sta finendo
- 1989 – Vamos a la playa
- 2002 – The Best

#### Singoli
- 1983 – Tanzen mit Righeira
- 1983 – Vamos a la playa
- 1983 – No Tengo Dinero
- 1984 – Hey Mama
- 1985 – L'estate sta finendo/Prima dell'estate
- 1986 – Innamoratissimo (Tu che fai battere forte il mio cuore)
- 1986 – Italians a Go-Go
- 1986 – Bambini Forever
- 1987 – Oasi in città
- 1988 – Compañero
- 1989 – Garageamos/Adalas Omaet
- 1990 – Ferragosto
- 2001 – 2001: Vamos a la playa
- 2007 – La musica electronica